# Když struny lkají
Když struny lkají je československý dlouhometrážní film z roku 1930, který byl natočen v ateliérech Skinbend. Stal se prvním českým dlouhohrajícím filmem se zvukovou stopou. Premiéru měl v pražském kině Alfa. V roce 1954 byla Miroslavem J. Krňanským a Janem Čermákem vytvořena kopie z dochované části negativu.

## Děj
Film je o nešťastné matce, která opustí svého muže i s malým synem. Pracuje jako barová zpěvačka a syn je v péči u domkářky na venkově. Domkářka syna bije a ten uteče do města hledat matku. Ve městě se ho ujme tulák, který se živí hraním na housle.